# Abel (film 2010)
Abel è un film messicano del 2010 diretto dal regista esordiente Diego Luna. È stato presentato in anteprima mondiale al Sundance Film Festival 2010 e al Festival di Cannes. Il film 
esplora le dinamiche complesse che caratterizzano una famiglia messicana numerosa, composta da un figlio autistico e un padre assente.

## Trama
Abel è un bambino autistico di 9 anni che ha appena lasciato l'ospedale psichiatrico per fare ritorno in famiglia. La madre, Cecilia, è stata abbandonata dal marito. Una volta a casa, Abel esce a poco poco dalla sua introversione e inizia, per gioco, ad assumere il ruolo del padre assente. Tutti in casa decidono di assecondarlo, ben contenti del suo progresso mentale. Un giorno, il padre Anselmo torna a casa e la famiglia inizia a sgretolarsi.

## Produzione
Il film fu girato nell'estate 2009, ad Aguascalientes e negli studi cinematografici di Churubusco, vicino a Città del Messico. Il budget fu di circa 2,73 milioni di dollari.

## Distribuzione
Il film è uscito in Messico il 10 maggio 2010. Successivamente è stato distribuito nelle sale cinematografiche di numerosi paesi del mondo, fra i quali gli Stati Uniti d'America, il Giappone, il Regno Unito e la Francia. In Italia è inedito.

## Riconoscimenti
- Premio Ariel
  - 2011: Ariel d'argento per la migliore sceneggiatura originale
  - 2011: Ariel d'argento per il migliore attore esordiente a Christopher Ruíz-Esparza
  - 2011: Candidatura al premio Ariel d'oro per il miglior film
  - 2011: Candidatura al premio Ariel d'argento per la miglior regia
  - 2011: Candidatura al premio Ariel d'argento per la migliore attrice a Karina Gidi
  - 2011: Candidatura al premio Ariel d'argento per il miglior montaggio
- Festival del cinema americano di Deauville
  - 2010: Candidatura al premio speciale della giuria per la migliore regia
- Festival internazionale del cinema di Mar del Plata
  - 2010: Candidatura al miglior film latinoamericano
- São Paulo International Film Festival
  - 2010: Candidatura al premio della giuria internazionale per il miglior film